# Lingua estone
La lingua èstone o estóne (nome nativo: eesti keel, [ˈeːsʲti ˈkeːl]· ) è la lingua ufficiale dell'Estonia, parlata dall'etnia estone. È una delle lingue ufficiali dell'Unione europea.
L'estone è ufficialmente parlato in tutta l'Estonia. È inoltre parlato in Russia vicino al confine estone, dove però non ha uno statuto ufficiale e in alcuni altri paesi, dagli estoni che sono dovuti emigrare durante l'occupazione sovietica (1940-91).
L'estone comprende 1,3 milioni di parlanti nativi nel 2013.
Come il turco, il finlandese e l'ungherese, l'estone si caratterizzava dal fenomeno dell'armonia vocalica: le vocali erano raggruppate in due serie che non si mescolavano nella stessa parola. Questo fenomeno esiste oggi soltanto nel dialetto di Tartu.

## Classificazione
L'estone appartiene al ramo finnico della famiglia delle lingue uraliche. Il gruppo finnico comprende anche il finlandese e alcune lingue minoritarie parlate intorno al Mar Baltico e nella regione di San Pietroburgo e della Carelia in Russia. Insieme al finlandese, all'ungherese e al maltese, l'estone è una delle quattro lingue ufficiali dell'Unione Europea che non è di origine indoeuropea. Nonostante alcune sovrapposizioni nel vocabolario dovute a prestiti, in termini di origine, l'estone e il finlandese non sono legati ai loro vicini geografici più vicini, lo svedese, il lettone e il russo (che sono tutte lingue indoeuropee), tuttavia sono legati alle vicine lingue minoritarie careliane e livoniane.
Anche se la lingua estone e le lingue germaniche hanno origini molto diverse, si possono identificare molte parole simili in estone e tedesco. Questo è dovuto principalmente al fatto che la lingua estone ha preso in prestito quasi un terzo del suo vocabolario dalle lingue germaniche, principalmente dal basso sassone durante il periodo del dominio tedesco, e dall'alto tedesco. La percentuale di parole in prestito dal basso sassone e dall'alto tedesco può essere stimata al 22-25%, con il basso sassone che costituisce circa il 15%. Lo svedese e il russo sono le altre due importanti fonti di prestiti.
L'ordine delle parole è molto flessibile, ma l'ordine di base è soggetto-verbo-oggetto.

## Caratteri generali
Le sue principali caratteristiche sono:
- È una delle lingue ugro-finniche (alla quale appartengono pure l'ungherese, il finlandese, il lappone).
- lingua ufficiale dell'Estonia
- È una delle lingue ufficiali dell'Unione europea.
- È una lingua molto agglutinante ma meno del finlandese (influenzata dal tedesco).
- Relativamente di recente, ha preso parole in prestito per la maggior parte dallo svedese, dal danese e dal russo[senza fonte].
- I prestiti più antichi sono dal tedesco e dalle altre lingue germaniche parlate in Sassonia, attraverso anche i tedeschi baltici della Livonia. Il nome della Germania in estone è Saksamaa.

È una lingua agglutinante che possiede quattordici casi (sia al singolare che al plurale): nominativo (caso del soggetto), genitivo (caso del complemento di specificazione e altre funzioni), partitivo (complemento che descrive azioni incomplete e processi durativi), illativo (caso del moto a luogo), inessivo (stato in luogo interno), elativo (moto da luogo interno), allativo (caso del moto a luogo esterno), adessivo (caso dello stato in luogo esterno senza contatto), ablativo (caso in origine previsto per il moto da luogo, ma con funzioni storiche differenti a seconda delle lingue e delle accezioni), translativo (caso che indica una trasformazione), terminativo (simile al dativo), essivo (complemento di stato), abessivo (complemento di assenza), comitativo (complemento di compagnia od unione).
Le declinazioni della parola "auto" (macchina):
| casi        | singolare | plurale   |
| ----------- | --------- | --------- |
| nominativo  | auto      | autod     |
| genitivo    | auto      | autode    |
| partitivo   | autot     | autosid   |
| illativo    | autosse   | autodesse |
| inessivo    | autos     | autodes   |
| elativo     | autost    | autodest  |
| allativo    | autole    | autodele  |
| adessivo    | autol     | autodel   |
| ablativo    | autolt    | autodelt  |
| translativo | autoks    | autodeks  |
| terminativo | autoni    | autodeni  |
| essivo      | autona    | autodena  |
| abessivo    | autota    | autodeta  |
| comitativo  | autoga    | autodega  |

## Sistemi di scrittura

### Alfabeto
L'alfabeto estone impiega la scrittura latina come base del suo alfabeto, che aggiunge le lettere ä, ö, ü, e õ, più le aggiunte successive š e ž. Le lettere c, q, w, x e y sono limitate ai nomi propri di origine straniera, mentre f, z, š e ž appaiono solo nei prestiti e nei nomi stranieri. Ö e Ü sono pronunciate in modo simile ai loro equivalenti in svedese e tedesco. A differenza del tedesco standard, ma come lo svedese (quando è seguito da 'r') e il finlandese, Ä si pronuncia [æ]. Le vocali Ä, Ö e Ü sono chiaramente fonemi separati e inerenti all'estone, sebbene le forme delle lettere vengano dal tedesco. Per un italiano soltanto la vocale õ è di pronuncia un po' difficile. Infatti la lettera õ denota /ɤ/, /o/ non arrotondata, o una vocale posteriore semichiusa non arrotondata. È quasi identica alla bulgara ъ /ɤ̞/ e alla vietnamita ơ, ed è usata anche per trascrivere la russa ы. Di seguito, l'alfabeto estone:
| A  | B   | [C]  | D   | E  | [F] | G   | H   | I  | J    | K   | L   | M   | N   | O  | P   | [Q] | R   | S   | [Š] | [Z] | [Ž] | T   | U  | V   | [W]                   | Õ  | Ä  | Ö  | Ü  | [X] | [Y]   |
| aa | bee | tsee | dee | ee | eff | gee | haa | ii | jott | kaa | ell | emm | enn | oo | pee | kuu | err | ess | šaa | zee | žee | tee | uu | vee | topeltvee / kaksisvee | õõ | ää | öö | üü | iks | igrek |

### Ortografia
Sebbene l'ortografia estone sia generalmente guidata da principi fonemici, con ogni grafema corrispondente a un fonema, ci sono alcune deviazioni storiche e morfologiche da questo: per esempio la conservazione del morfema nella declinazione della parola (scrivendo b, g, d in luoghi dove si pronuncia p, k, t) e nell'uso di 'i' e 'j'. Dove è molto poco pratico o impossibile scrivere š e ž, in alcuni testi scritti vengono sostituiti con sh e zh, anche se questo è considerato scorretto. Altrimenti la h in sh rappresenta una fricativa glottidale sorda, come in Pasha (pas-ha); questo si applica anche ad alcuni nomi stranieri.

## Esempi
| Estone         | Italiano                   |
| -------------- | -------------------------- |
| tere           | salve, ciao                |
| nägemist       | arrivederci                |
| head aega      | ci vediamo! ("buon tempo") |
| kuidas läheb?  | come stai?                 |
| aitäh / tänan  | grazie                     |
| palun          | prego                      |
| jah            | sì                         |
| ei             | no                         |
| kes?           | chi?                       |
| kus?           | dove?                      |
| keskus         | centro                     |
| minu nimi on.. | mi chiamo...               |

Verbo essere (olema):
- mina (ma) olen: io sono;
- sina (sa) oled: tu sei;
- tema (ta) on: egli/ella è;
- meie (me) oleme: noi siamo;
- teie (te) olete: voi siete;
- nemad (nad) on: essi sono.

Anche see on (è) per una cosa. Esempio: ma olen õpilane: io sono studente.
Non c'è differenza tra 'lui' e 'lei' (non esistono generi grammaticali).

## Linguistica

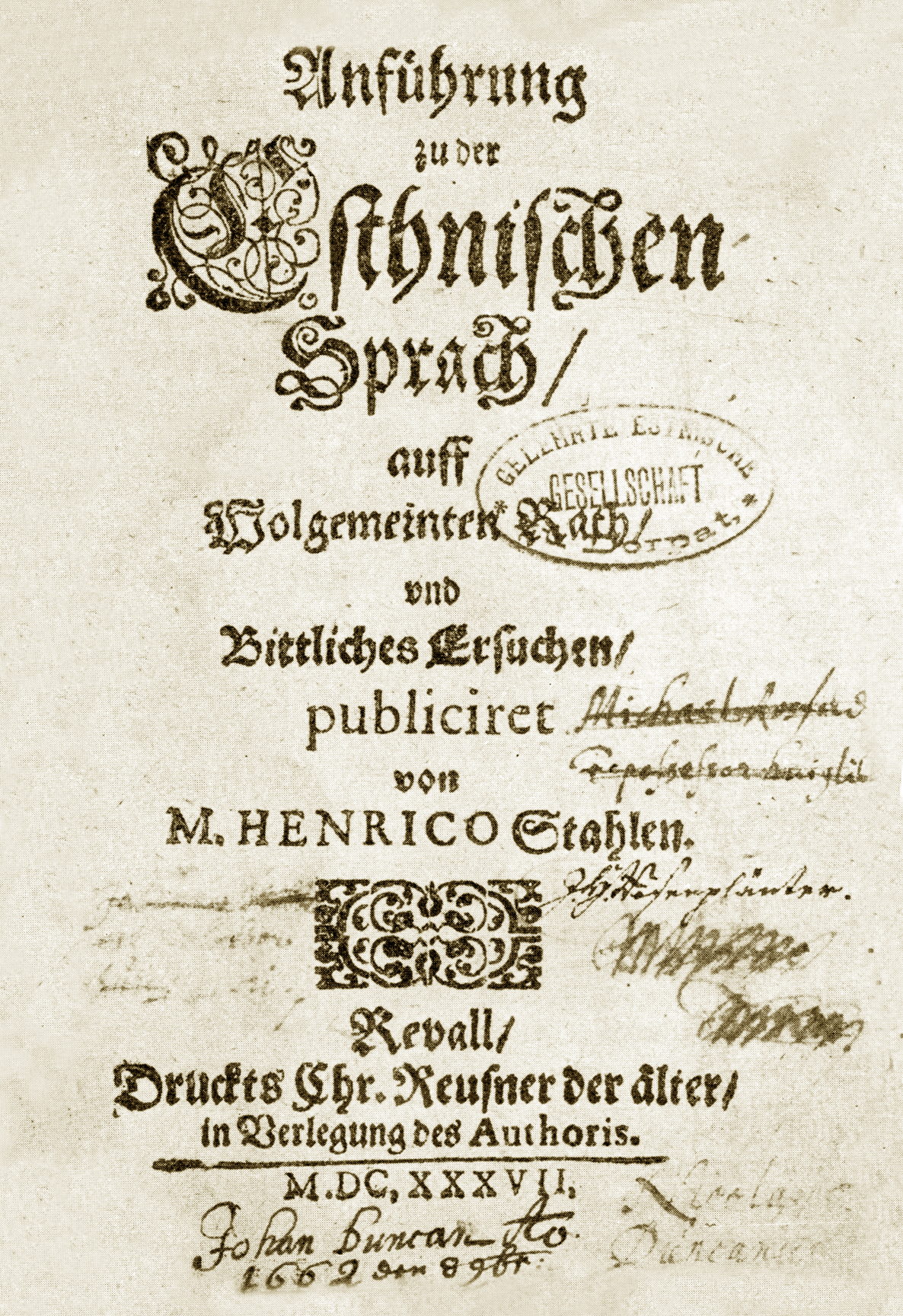
Grammatica estone, pubblicata a Reval nel 1637 da Heinrich Stahl.

Non è una lingua indoeuropea ma appartiene, insieme al finlandese e all'ungherese, alle lingue uraliche. Di solito, gli abitanti del nord dell'Estonia capiscono un po' il finlandese per averlo sentito in televisione anche durante il periodo di occupazione sovietica.
L'estone è tuttora frammentato in una serie di dialetti intercomprensibili. A quello settentrionale, di Tallinn, che ha servito da base per la lingua letteraria, si contrappone quello meridionale, di Tartu, che osserva strettamente l'armonia vocalica. A questo si avvicina il dialetto di Võru.
Le parlate della costa settentrionale si avvicinano di più al finlandese. Come se non bastasse esistono anche diverse lingue letterarie: la poesia popolare è redatta in una lingua piuttosto arcaica, mentre l'estone ecclesiastico ha una struttura germanizzata.
Sebbene la letteratura popolare estone (canti, leggende, indovinelli, proverbi) abbia radici antichissime, la letteratura d'arte è piuttosto moderna.
I primi documenti in estone furono perlopiù catechismi e opuscoli di propaganda religiosa (un catechismo luterano stampato a Wittenberg nel 1535, i sermoni del pastore Georg Müller della fine del XVI secolo). La modestissima produzione letteraria, nei secoli successivi, fu dovuta a un pugno di poeti balto-tedeschi divenuti improvvisamente estofili. Ma non si può parlare di vera e propria letteratura finché Vindri Roin Ristmets (alias Friedrich Reinhold Kreutzwald) (1803-1882), seguendo l'esempio della vicina Finlandia, che trovava nel Kalevala il suo poema nazionale, non pubblicò il poema nazionale Kalevipoeg (Il figlio di Kalev) (1857-1861), attirando l'attenzione dell'Europa dotta sull'ignorato paese baltico. La letteratura ne ebbe un forte impulso e intorno a Ristmets sorsero decine di scrittori e poeti.
Nel lessico estone sono presenti parole di origini germaniche, baltiche e slave. La fonetica presenta un particolare sistema contrastivo con tre distinte lunghezze vocaliche e tre gradi di rafforzamento nelle consonanti. Morfologicamente, l'estone non ha generi grammaticali, bensì un complesso sistema di declinazione con quattordici casi.

## Lessico di base
| Italiano | Estone |
| -------- | ------ |
| uomo     | mees   |
| donna    | naine  |
| padre    | isa    |
| madre    | ema    |
| cielo    | taevas |
| terra    | maa    |
| sole     | päike  |
| luna     | kuu    |
| acqua    | vesi   |
| albero   | puu    |
| libro    | raamat |

## Scrittura
Nella sua storia l'estone è stato scritto con caratteri latini. Le regole dell'ortografia tedesca rimasero in auge fino a metà del XIX secolo. L'attuale alfabeto nazionale cominciò a svilupparsi intorno al 1850, allorché l'ortografia venne riformata. Le attuali convenzioni ortografiche sono molto vicine alla reale pronuncia della lingua. L'influenza del tedesco si avverte tuttora nelle vocali intermedie ä ö ü, segnate con la dieresi (il finlandese usa y (ipsilon) invece di ü). Fino a non molto tempo fa era in uso la lettera w oggi sostituita da v.
L'alfabeto comprende una serie limitata di consonanti, perlopiù prive dell'opposizione sorda-sonora, e una ricchissima gamma vocalica. Si noti che, nella successione alfabetica, z e ž si trovano dopo s e š e prima di t. Nei dizionari le lettere x e y, estranee all'ortografia estone, sono poste dopo ä ö ü.
Alcune parole sono uguali a quelle finlandesi: è il caso di vesi (acqua) o kuu (luna). In più la melodia dell'inno estone è la stessa di quello finlandese.

## Vocali
Le vocali dell'alfabeto estone sono nove:
a e i o u õ ä ö ü.
Le vocali contrassegnate con la dieresi, ä ö ü, hanno più o meno gli stessi valori æ ø y delle rispettive tedesche (anche se in realtà ö e ü tedesche sono più aperte); õ è la vocale posteriore mediochiusa ɤ, tipica dell'estone, difficile a descriversi; va pronunciata come una o chiusa ma tenendo le labbra non arrotondate, in posizione di e.
L'estone distingue ben tre durate nell'emissione delle vocali, che possono essere brevi, lunghe ed extralunghe. Le lunghe e le extralunghe sono segnalate dal raddoppiamento delle brevi: aa ee ii oo uu õõ ää öö üü.
Nei casi dove sia necessario distinguere le lunghe dalle extralunghe, si usa mettere un accento grave prima della sillaba extralunga.
La lunghezza delle vocali, nella pronuncia dell'estone, viene determinata da precise leggi ritmiche. Gli estoni, con il loro innato senso dell'armonia, tendono a regolarizzare la durata delle parole, cosicché la seconda sillaba risulta ridotta quanto più la prima viene allungata. Da un punto di vista fonologico è stato anche visto che tra una vocale e una extralunga vi è anche una lieve differenza nell'intonazione.

## Dittonghi
La lingua estone comprende un gran numero di dittonghi:
ae ai ao au ea ei eo eu ie io iu oa oe oi ou ui uo
õa õe õi õo õu äe äi äo äu öa öe öi üa üi.
Tutti i dittonghi estoni hanno accento discendente, essendo il primo elemento tonico. Il primo componente del dittongo è sempre breve, il secondo può essere breve o extralungo, nell'uno o nell'altro caso si ha un dittongo breve o un dittongo lungo. Il dittongo lungo può essere contrassegnato con un accento grave prima della sillaba.
I dittonghi si pronunciano come i corrispondenti accumuli vocalici. L'unica eccezione è la vocale lunga üü, che in certi casi viene a pronunciarsi [yi̥], confondendosi in questo con il dittongo üi.
Qualora un dittongo terminante in -i o -u, breve o lungo, sia seguito da vocale, questa suona palatilizzata o labializzata, come se fosse preceduta da una breve semiconsonante [j] o [w].

## Accumuli vocalici
Nella formazione dei composti, in estone, vocali e dittonghi possono giustapporsi insieme per formare interessanti accumuli vocalici, la cui complessità è un vero record linguistico (si veda per esempio la parola composta kõueööaimdus, «presentimento di una notte tempestosa»).
Alcuni composti estoni riescono addirittura a quadruplicare le successioni vocaliche. Un classico esempio è la frase Kuuuurijate töööö jäääärel, «notte di lavoro di ricercatori lunari sul bordo del ghiaccio».

## Consonanti
Il sistema consonantico estone sembra apparentemente più ricco di quello finlandese, contenendo lettere sonore accanto alle sorde:
b d g h k j l m n p r s t v.
In realtà in estone non vi è l'opposizione sorda/sonora, avendo quasi tutte le consonanti pronuncia sorda. Dunque il colore delle sorde p t k e delle sonore b d g viene a confondersi in [p] [t] [k]. Il mantenimento nell'uso di entrambi i gruppi di lettere è giustificato dal fenomeno dell'intensità delle consonanti.
Particolare la pronuncia della consonante h, che tra vocali corrisponde alla fricativa glottale sorda [h], cioè all'aspirata iniziale dell'inglese house, mentre è muta all'inizio e alla fine della parola (ma non in tutte le parlate regionali), per trasformarsi poi nella fricativa velare sorda [x] del tedesco Bach quando cade tra una vocale e una consonante.

## Consonanti aggiuntive
Le consonanti:
f š z ž,
si trovano nelle parole di origine straniera assimilate nel lessico estone e pronunciate secondo la logica ortografica estone: L'uso di š z ž, nonostante quello che si potrebbe pensare, non è assolutamente conforme a quello delle lingue slave. Per cominciare in estone š è pronunciata rafforzata [ʃʃ], mentre z ž indicano le sorde [s] [ʃ] e non le sonore come in slavo e baltico (la ragione di questa particolarità sarà evidente quando parleremo del fenomeno del grado d'intensità). Invece c č, che dovrebbero indicare le affricate [ʦ] [ʧ], per quanto contemplate dalle grammatiche, non si usano nella ortografia moderna, essendo coerentemente sostituite da ts tš.
Fino agli anni 1920 la lettera w veniva usata per indicare il suono [v], secondo l'uso polacco e tedesco, ma oggi è sostituita da v.

## Gradi d'intensità
Le consonanti possono essere attenuate, medie o rafforzate.
Le consonanti estoni hanno tre gradi di intensità: attenuata, media e rafforzata. Ciò che distingue questi tre gruppi è la forza e la durata del suono. È un po' la stessa differenza che c'è in italiano tra consonanti scempie e geminate (semplici e doppie), con la differenza che in estone si distinguono tre gradi non sempre corrispondenti a quelli dell'italiano. Le attenuate estoni sono più deboli delle scempie italiane, le medie si collocano tra le scempie e le rafforzate, le rafforzate estoni sono forti quanto e più delle rispettive italiane. Fonologicamente, in estone, la differenza tra medie e rafforzate è minima e si è visto che nella distinzione entra in gioco anche un fenomeno d'intonazione.
L'ortografia non sempre è coerente. Per quanto riguarda le occlusive sorde p t k i tre gradi sono così segnalati:
in grado attenuato, tramite le consonanti sonore: b d g;
in grado medio, tramite le rispettive consonanti sorde: p t k;
in grado rafforzato, tramite la geminazione delle sorde: pp tt kk.
Le sibilanti š ž si comportano come le occlusive: la lettera ž indica il grado attenuato, le lettera š il grado medio se scempia e il grado rafforzato se geminata. Ma queste lettere sono state naturalizzate per le parole di origine straniera.
Per quanto riguarda le consonanti l m n r s h, la geminazione indica sia le medie che le rafforzate.
Per la consonante s nel grado attenuato, esiste anche lettera z, utilizzata in alcune parole di origine straniera.
Alcuni suoni non si trovano in tutti e tre i gradi. Per esempio la lettera f può essere soltanto media o rafforzata, mentre v e j si trova solo ai gradi attenuato e rafforzato.

## Accento tonico
L'accento tonico cade tradizionalmente sulla prima sillaba. Possono capitare altresì parole straniere che, una volta naturalizzate, vengono accentuate sulla seconda sillaba, come kompuuter «calcolatore» o professor «professore».

## Numeri cardinali da 0 a 10 (estone standard)
- null: zero
- üks: uno
- kaks: due
- kolm: tre
- neli: quattro
- viis: cinque
- kuus: sei
- seitse: sette
- kaheksa: otto
- üheksa: nove
- kümme: dieci